# Chilisso jezik
Chilisso jezik (ISO 639-3: clh; chiliss, galos) jedan je od dardskih jezika kojim govori oko 2300 ljudi (1992 SIL) u Pakistanu na istočnoj obali rijeke Ind. 
Pripada kohistanskoj podskupini. Leksički mu je najbliži induski kohistanski [mvy], 70 %.

## Vanjske poveznice
- Ethnologue (14th)
- Ethnologue (15th)